# 남부동 (영천시)
남부동(南部洞)은 경상북도 영천시의 행정동이다. 법정동인 도동, 금노동, 범어동, 작산동, 봉동, 도남동, 본촌동, 채신동, 괴연동을 관할하고 있다.

## 연혁
- 1981년 7월 1일에 영천시가 승격되면서 주남, 봉작, 영도동으로 개칭.
- 1983년 2월 15일에 금호읍 도남리를 봉작동으로 편입.
- 1998년 10월 20일에 3개동을 통합 남부동으로 개칭.

## 주요 시설
- 영천새마을금고
- 대구경북능금농협
- 괴연저수지

## 교육 기관
| 학교명           | 소재지                    | 비고        |
| ---------------- | ------------------------- | ----------- |
| 영천초등학교     | 천문로 253 (금노동)       |             |
| 영도초등학교     | 하이브리드로 678 (본촌동) | 1999년 폐교 |
| 영천남부초등학교 | 한방로 273-6 (작산동)     | 2012년 폐교 |
| 성남여자중학교   | 남촌길 17 (도동)          |             |
| 성남여자고등학교 | 남촌길 17 (도동)          |             |

## 명소
- 완귀정
- 영천 청제비